# Ill Communication
| 평가 점수            | 평가 점수 |
| 출처                 | 점수      |
| -------------------- | --------- |
| AllMusic             | [ 1 ]     |
| The A.V. Club        | A−        |
| Entertainment Weekly | B         |
| Los Angeles Times    | [ 4 ]     |
| NME                  | 8/10      |
| Pitchfork            | 8.6/10    |
| Q                    | [ 7 ]     |
| Rolling Stone        | [ 8 ]     |
| Select               | 4/5       |
| The Village Voice    | A−        |

《Ill Communication》은 1994년 5월 31일, 그랜드 로열이 발매한 미국의 힙합 그룹 비스티 보이즈의 네 번째 스튜디오 음반이다. 비스티 보이즈와 마리오 칼다토 주니어가 공동 프로듀싱한 이 음반은 힙합, 펑크 록, 재즈, 펑크에서 파생된 밴드의 가장 다양한 음반 중 하나이며, 이전 음반인 《Check Your Head》 (1992년)와 함께 시작된 샘플링에서 벗어나 라이브 악기 쪽으로 그들의 트렌드를 이어가고 있다. 이 음반에는 머니 마크, 에릭 보보, 에머리 "AWOL" 스미스의 음악적 기여와 큐팁과 비즈 마키의 보컬 기여가 포함되어 있다. 비스티 보이즈는 《Ill Communication》을 녹음하는 동안 마일스 데이비스의 재즈 록 음반 《On the Corner》 (1972년)와 《Agharta》 (1975년)의 영향을 받았다.
이 음반은 미국 빌보드 200 차트에서 밴드의 두 번째 1위 음반이자 두 번째 트리플 플래티넘 음반이 되었다. 이 곡은 1970년대 경찰 쇼를 패러디한 스파이크 존즈의 뮤직 비디오가 곁들여진 싱글 〈Sabotage〉의 지원을 받았다.

## 싱글
〈Sabotage〉는 《Ill Communication》에서 가져온 첫 번째 싱글이고, 1994년 1월 28일 발매되었다. 이 곡의 백 트랙은 아담 요크의 퍼즈 앤 트완기 베이스에 의해 뉴욕 틴 팬 앨리 스튜디오에서 밴드 멤버들에 의해 내려졌고, 보컬이 추가되기 전에 작업 타이틀인 〈Chris Rock〉으로 1년 동안 사용되지 않고 앉아 있었다. 2020년 다큐멘터리 《비스티 보이즈 스토리》의 애덤 호로비츠에 따르면, 이 가사는 그들의 프로듀서가 어떻게 "역대 최악의 사람이었는지, 그리고 그가 우리를 항상 방해하며 발목을 잡았는지"에 대한 가공의 외침이다.
〈Get It Together〉는 무그 머신의 〈Aquarius/Let the Sunshine In〉의 커버를 샘플링하여 1994년 3월 17일 싱글로 발매되었다. 〈Sure Shot〉은 재즈 플루티스트 제레미 스티그의 〈Howlin' For Judy〉에서 추출한 샘플이 곡의 주요 악기 부분으로 1994년 5월 31일 싱글로 발매되었다. 이 음반의 네 번째 싱글인 Root Down은 1995년에 발매되었다.

## 커버 아트
마이크 D와 아담 요크는 아티스트이자 디자이너 짐 에반스 (음반 홍보 내내 사용된 《Ill Communication》을 위해 특별히 손으로 그린 서체를 디자인했다)의 아들인 지브란 에반스와 협업하여 음반의 패키지를 만들었다. 그들이 커버로 선택한 사진은 1964년 로스앤젤레스에 있는 "타이니 네일러스"라는 드라이브인 식당에서 《에스콰이어》의 과제의 일환으로 브루스 데이비슨이 찍었지만, 잡지는 결국 그 사진들을 게재하지 않았다. 비록 데이비슨은 비스티 보이즈의 음악을 듣지 못했고 한번 들은 후에는 이해하지 못했지만, 나중에 그들이 그에게 데모 테이프를 보냈을 때 그는 그것이 "비밀 언어"처럼 들린다고 생각했다고 회상했다.
음반과 함께 제공된 책자에는 중간 페이지에 알렉스 그레이의 작품 "가이아"가 있다.

## 곡 목록
모든 곡들은 특별한 언급이 없는 한 비스티 보이즈에 의해 작사/작곡하였다.
| #   | 제목                                   | 작사·작곡                                 | 재생 시간 |
| --- | -------------------------------------- | ----------------------------------------- | --------- |
| 1.  | 〈Sure Shot〉                          | 비스티 보이즈, 마리오 칼다토, DJ 허리케인 | 3:19      |
| 2.  | 〈Tough Guy〉                          | 비스티 보이즈, 에머리 스미스              | 0:57      |
| 3.  | 〈B-Boys Makin' with the Freak Freak〉 |                                           | 3:36      |
| 4.  | 〈Bobo on the Corner〉                 | 비스티 보이즈, 머니 마크, 에릭 보보       | 1:13      |
| 5.  | 〈Root Down〉                          |                                           | 3:32      |
| 6.  | 〈Sabotage〉                           |                                           | 2:58      |
| 7.  | 〈Get It Together (with 큐팁)〉        | 비스티 보이즈, 큐팁                       | 4:05      |
| 8.  | 〈Sabrosa〉                            | 비스티 보이즈, 마크, 보보                 | 3:29      |
| 9.  | 〈The Update〉                         | 비스티 보이즈, 마크, 칼다토               | 3:15      |
| 10. | 〈Futterman's Rule〉                   | 비스티 보이즈, 마크                       | 3:42      |
| 11. | 〈Alright Hear This〉                  |                                           | 3:06      |
| 12. | 〈Eugene's Lament〉                    | 비스티 보이즈, 마크, 보보, 유진 고어      | 2:12      |
| 13. | 〈Flute Loop〉                         | 비스티 보이즈, 칼다토                     | 1:54      |
| 14. | 〈Do It (with 비즈 마키)〉             | 비스티 보이즈, 마크, 칼다토, 비즈 마키    | 3:16      |
| 15. | 〈Ricky's Theme〉                      | 비스티 보이즈, 마크, 보보                 | 3:43      |
| 16. | 〈Heart Attack Man〉                   | 비스티 보이즈, 스미스                     | 2:14      |
| 17. | 〈The Scoop〉                          | 비스티 보이즈, 칼다토                     | 3:36      |
| 18. | 〈Shambala〉                           | 비스티 보이즈, 마크, 보보                 | 3:40      |
| 19. | 〈Bodhisattva Vow〉                    | 비스티 보이즈, 칼다토                     | 3:08      |
| 20. | 〈Transitions〉                        | 비스티 보이즈, 마크                       | 2:31      |